# فريدي فيتزسيمونز
فريدي فيتزسيمونز (بالإنجليزية: Freddie Fitzsimmons)‏ هو لاعب كرة قاعدة أمريكي، ولد في 28 يوليو 1901 في ميشاواكا في الولايات المتحدة، وتوفي في 18 نوفمبر 1979 في يوككا فالي في الولايات المتحدة بسبب نوبة قلبية.

## وصلات خارجية
- فريدي فيتزسيمونز على موقع دوري كرة القاعدة الرئيسي (الإنجليزية)
- فريدي فيتزسيمونز على موقعبيزبول رفرنس.كوم (الدوري الرئيسي) (الإنجليزية)
- فريدي فيتزسيمونز على موقعبيزبول رفرنس.كوم (الدوري الثانوي) (الإنجليزية)
- فريدي فيتزسيمونز على موقع جمعية أبحاث البيسبول الأمريكية (الإنجليزية)
- فريدي فيتزسيمونز على موقع إي إس بي إن.كوم (أم.أل.بي) (الإنجليزية)
- فريدي فيتزسيمونز على موقع مشجعي الرسوم البيانية (الإنجليزية)
- فريدي فيتزسيمونز على موقع الموسوعة البريطانية (الإنجليزية)